# Warrior (Arcade-Spiel)
Warrior ist ein Arcade-Spiel, das 1979 von der Firma Vectorbeam entwickelt wurde. Es ist das älteste bekannte Kampfspiel für zwei Personen und Vorreiter der Fighting Games wie Street Fighter und Tekken.

## Spielbeschreibung
Das Spiel stellt einen Schwertkampf zweier Ritter aus der Vogelperspektive dar und benötigt zwei Spieler. Gesteuert werden die beiden Figuren mit je einem 8-Wege-Joystick; mithilfe eines Knopfes muss umständlich zwischen Spieler- und Waffenmodus gewechselt werden. Ursprünglich sollte jeder Spieler zwei Joysticks erhalten, einen für die Steuerung des Kämpfers und einen für die Steuerung des Schwertes.
Ziel des Spiels ist es, den Gegner zu töten, entweder direkt per Schwerttreffer, oder indem   man den Gegner in einen der zwei quadratischen Abgründe drängt, die sich in der Mitte des Bildschirms befinden.

## Hardware
Der CCPU-Prozessor stellt lediglich die weißen Figuren als Vektorgrafik und den Punktestand auf einem 19-Zoll-Monitor dar. Der detaillierte Hintergrund, der auf einer farbigen Plastikfolie (Overlay) gedruckt ist, wird per halbdurchlässigen Spiegel mit der restlichen Grafik ergänzt.

## Emulation
Das Spiel kann heute mit Hilfe eines Emulators, z. B. M.A.M.E. gespielt werden.